# Kathrin Hölzl
Kathrin Hölzl (Berchtesgaden; 18. srpnja 1984.) je njemačka alpska skijašica, svjetska prvakinja u veleslalomu iz francuskog Val-d’Isèrea 2009. godine. Nastupa u disciplinama slalom, veleslalom i kombinacija.

## Svjetski kup
U Svjetskome skijaškome kupu Kathrin nastupa od 15. prosinca 2001. godine, trenutno ima dvije pobjede u veleslalomu, osim tog ima još sedam postolja.

### Pobjede u svjetskome kupu
| Datum              | Mjesto | Država   | Disciplina |
| ------------------ | ------ | -------- | ---------- |
| 28. studenog 2009. | Aspen  | SAD      | veleslalom |
| 28. prosinca 2009. | Lienz  | Austrija | veleslalom |

## Vanjske poveznice
- Službene stranice  Arhivirana inačica izvorne stranice od 9. listopada 2007. (Wayback Machine)
- Statistike FIS-a  Arhivirana inačica izvorne stranice od 17. veljače 2009. (Wayback Machine)

### Ostali projekti
|  | Zajednički poslužitelj ima još gradiva o temi Kathrin Hölzl |